# Лівінгстон (округ, Іллінойс)
Шаблон:StateAbbr_ 40°53′ пн. ш. 88°34′ зх. д. / 40.89° пн. ш. 88.56° зх. д.
Округ  Лівінгстон (англ. Livingston County) — округ (графство) у штаті  Іллінойс, США. Ідентифікатор округу 17105.

## Історія
Офіційно утворений в 1837 році.

## Демографія
За даними перепису 
2000 року 
загальне населення округу становило 39678 осіб, зокрема міського населення було 23330, а сільського — 16348.
Серед мешканців округу чоловіків було 19597, а жінок — 20081. В окрузі було 14374 домогосподарства, 9948 родин, які мешкали в 15297 будинках.
Середній розмір родини становив 3,04.
Віковий розподіл населення поданий у таблиці:
| Стать    | До 15 років | 15-21 | 22-29 | 30-39 | 40-49 | 50-65 | 65-85 | Понад 85 |
| -------- | ----------- | ----- | ----- | ----- | ----- | ----- | ----- | -------- |
| Чоловіки | 4103        | 2010  | 2127  | 2912  | 3165  | 2844  | 2170  | 266      |
| Жінки    | 3933        | 1781  | 1754  | 3005  | 3009  | 2976  | 2921  | 702      |

## Суміжні округи
- Гранді — північ
- Канкакі — північний схід
- Форд — південний схід
- Маклейн — південний захід
- Вудфорд — захід
- Ла-Салл — північний захід

## Виноски
1. ↑  U.S. Decennial Census. United States Census Bureau. Архів оригіналу за 4 квітня 2018. Процитовано 6 липня 2014.
2. ↑  Historical Census Browser. University of Virginia Library. Архів оригіналу за 16 серпня 2012. Процитовано 6 липня 2014.
3. ↑  Population of Counties by Decennial Census: 1900 to 1990. United States Census Bureau. Архів оригіналу за 24 квітня 2014. Процитовано 6 липня 2014.
4. ↑  Census 2000 PHC-T-4. Ranking Tables for Counties: 1990 and 2000 (PDF). United States Census Bureau. Архів оригіналу (PDF) за 18 грудня 2014. Процитовано 6 липня 2014.
5. ↑  State & County QuickFacts. United States Census Bureau. Архів оригіналу за 6 червня 2011. Процитовано 6 липня 2014.(англ.) Наведено за англійською вікіпедією.
6. ↑  American FactFinder. Бюро перепису населення США. Архів оригіналу за 26 лютого 2012. Процитовано 31 січня 2008.

| США | Це незавершена стаття з географії США. Ви можете допомогти проєкту, виправивши або дописавши її. |